# 裝甲列車

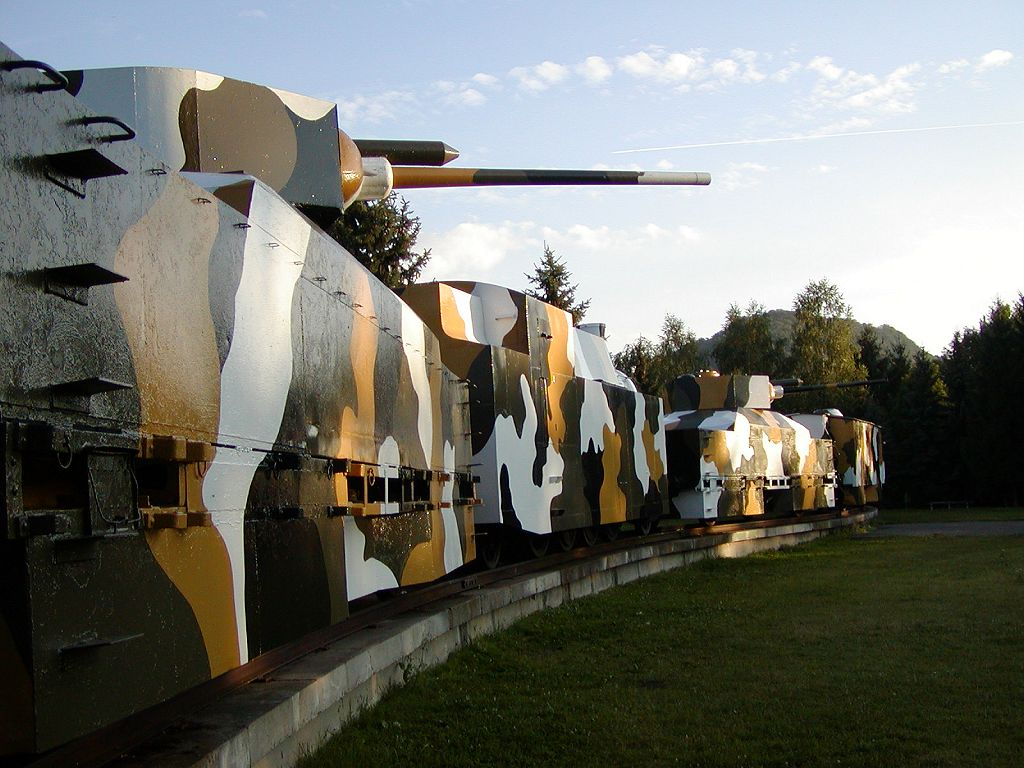
前蘇聯裝甲列車

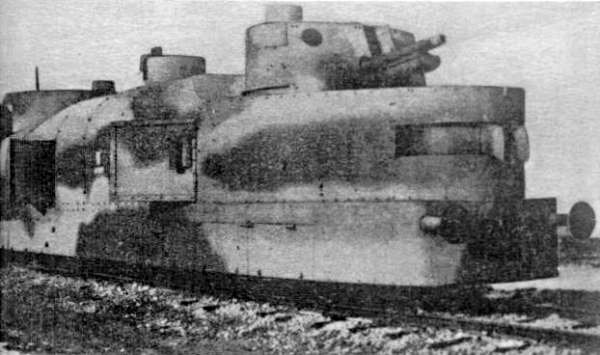
波蘭二戰勇敢號裝甲列車

裝甲列車（Armoured train）是加裝防禦裝甲的火車，通常會搭配機槍、火砲武裝化，在中華民國軍閥內戰期間多稱為鐵甲車。裝甲列車誕生於19世紀末，利用火車的速度與承載能力，可以將重火力與部隊快速調度，但缺點是移動範圍受限於鐵路，戰術較為單一，鐵路一旦被破壞也就無用武之地。
裝甲列車在19世紀末期開始運用，並獲得了一些陸權為導向的國家重視建造。但是在飛機軍用化後，鐵路之脆弱性逐漸浮現，汽車技術逐漸穩定且馬路可以承載更重量級的火砲武器後，裝甲列車逐漸式微，但仍然有一些已經製造出來的裝甲列車仍然在使用。
裝備最多裝甲列車的國家為蘇聯，第二為波蘭，主要都是以陸地國土居多，較便於防守陸地為主的國家，但俄羅斯和傳聞若干國家依然有搭載彈道飛彈的機動發射列車在使用中，該種發射車也裝有一些輕武器和裝甲，可以看作裝甲列車的一種。主要價值在於可以機動化高重量的彈道飛彈並可藏於隧道中，隨時就地可以發射作為一種核威懾力量，好比陸地的核子潛艦。

## 历史

### 起源和发展
装甲列车在19世纪的美国内战（1861-1865）、普法战争（1870-1871）、第一次和第二次布尔战争（1880-1881 和 1899-1902）中得到了使用。在第二次布尔战争期间， 1899年11月15日，时任战地记者的温斯顿·丘吉尔乘坐装甲列车，由路易斯·博塔将军率领的布尔突击队伏击了列车，丘吉尔和大约 70 名士兵在交火后被俘。
20世纪初，俄罗斯在日俄战争中使用了装甲列车。墨西哥革命（1910-1920）和第一次世界大战（1914-1918） 期间也使用了装甲列车。装甲列车的最密集使用是在俄国内战期间（1918-1920）。西班牙内战中有少量装甲列车的使用，第二次世界大战（1939-1945）中有了更多的使用。法国人在第一次印度支那战争（1946-1954）期间使用了它们，在冷战期间一些国家拥有装甲列车。

### 第一次世界大战
在第一次世界大战期间，俄罗斯使用了轻型和重型装甲列车。重型列车安装了4.2英寸或6英寸火炮；轻型列车配备了7.62毫米枪。
奥匈帝国在第一次世界大战中派出装甲列车对抗意大利人。
1914年10月，在第一次伊普尔战役的开始阶段，一辆来自英国的皇家海军的装甲列车配备了四门QF6英寸舰炮和一门QF4英寸舰炮，用于支援英国远征军。
1915年，克鲁工厂建造了两辆装甲列车，用于英国海岸防御任务，分别驻扎在诺福克和爱丁堡，负责在被认为容易受到两栖攻击的海岸上巡逻铁路。列车由两辆炮车组成，首尾两端各一辆，装有一门12磅速射炮和一挺机枪。
意大利组装了12列装甲列车，以保护其亚得里亚海沿岸免受奥匈帝国海军的袭击。装甲列车共有三种类型，一种配备152毫米火炮，一种配备120毫米火炮，最后一种配备 76 毫米高射炮。
位于印度阿杰梅尔的铁路车间生产了两辆装甲列车。其中一辆通过海路送往美索不达米亚（现伊拉克）参加美索不达米亚战役。

### 战间期
俄国内战中的布尔什维克军队使用了种类繁多的装甲列车。列车的类型从仅是沙袋平板车到海军工程师生产的全副武装和装甲的列车。到战争结束时，红军拥有103辆各种类型的装甲列车。
俄国内战期间，捷克斯洛伐克军团使用全副武装的装甲列车来控制大段的西伯利亚铁路（以及俄国本身）。
在爱沙尼亚独立战争期间，爱沙尼亚共建造了13列装甲列车：其中6列是宽轨，7列是窄轨。在冲突的早期阶段，前三列全是由志愿人员组成的装甲列车构成了前线的骨干。车厢用的是以前的货车，起初保护仅限于木头和沙子，但后来增加了钢板、机枪和大炮。
立陶宛有三辆装甲列车，以立陶宛大公的名字命名：格迪米纳斯、科斯图提斯和阿尔吉尔达斯。装甲列车在1920年至1935年间使用。其中第一辆格迪米纳斯号用于波兰-立陶宛战争。
中华民国建國初期並沒有裝甲列車的製造技術與計劃，但是在第一次世界大戰末期蘇聯革命，及隨後的俄國內戰，一批敗逃遠東的俄國白軍在1920年代經由西伯利亞鐵路接入東清鐵路落腳中國。為了謀生，流亡中國的白軍部隊將自己的軍事知識與作戰工具作為商品販賣，並尋找中國雇主使用，正好為當時北方的民國軍閥所雇用。而這些軍事工具中，最為軍閥所注目的即是裝甲列車。而運用俄國傭兵搭配裝甲列車獲得最佳戰果的軍閥，則是山東軍閥張宗昌，他在聘僱的白軍砲兵顧問建議下改裝了多組鐵甲列車，並交由白軍傭兵所操作。裝甲列車需要操作的人數少、且火力強大，是當時缺乏制式重砲的地方軍閥所垂涎的資產，缺乏正規砲兵的地方軍閥會試圖改裝裝甲列車作為直屬部隊運用。

### 第二次世界大战
在波兰战役中，波兰广泛地使用装甲列车。例如莫卡拉之战中的勇敢号装甲列车。 这反过来又促使纳粹德国将装甲列车重新引入自己的军队。二战期间，德国在小范围内使用了它们。
在斯洛伐克民族起义期间，斯洛伐克抵抗军使用了三辆装甲列车。兹沃伦的铁路工厂用很短的时间建造了它们。锅炉板被用作装甲，整个LT-35戰車被放置在车厢平台上，周围用装甲保护。
苏联红军在二战开始时拥有大量装甲列车，但许多在1941年损失。战争后期建造的装甲列车往往配备T-34或KV系列坦克炮塔。其他的安装了高射炮。有一些安装了从船上取来的重型火炮。
加拿大使用装甲列车沿着斯基纳河巡逻加拿大国家铁路，以防御日本可能的海上袭击。
1940年，英国组建了12辆装甲列车，作为应对纳粹德国海狮作战的准备工作的一部分。
日本帝国陆军也使用装甲列车。首先是在1920年代，用于保护满洲的铁路线。后来在第二次中日战争（1937-1945 年）中与中国国民革命军和中共军队交战。
1940年，意大利有12辆武装列车可供使用，其中9辆用于反舰任务，3辆用于防空任务。盟军的空中优势使他们无法发挥任何有意义的作用，最终它们都被车组人员遗弃和摧毁。

### 二战后
在第一次印度支那战争中，法国使用装甲列车来运送货物和移动监控。一列在越南西贡-芽庄线服役，另一列在柬埔寨金边-马德望线服役。1953年，两列火车都遭到越盟游击队的袭击。
富尔亨西奥·巴蒂斯塔在古巴革命期间有着一辆装甲列车。该列车在圣克拉拉战役出轨并被摧毁。
冷战中苏交恶后，苏联为了应对远东漫长的国境线，在70年代初生产了一批BP-1装甲列车（Бронепоезд БП-1）。
在1990年代初的克罗地亚独立战争期间，塞尔维亚克拉伊纳共和国军队使用了名为克拉伊纳特快的临时装甲列车。
一辆仍然经常使用的装甲列车是金日成和金正日的列车。

## 中華民國
在二三十年代時期曾經是戰場上的決勝利器。1920年代前期，奉系軍閥用於作戰的重型鐵甲列車由張宗昌主持建造，張宗昌有“中國鐵甲列車之父”之稱。
在九一八事变时，东北军曾用装甲列车在锦州等地对抗日军。在一·二八事变中，国军的装甲列车有出场记录，其中一列名为北平号。